# 果陀劇場
果陀劇場（英文：Godot Theatre Company），是一個臺灣的表演藝術團體，於1988年7月14日由梁志民及林靈玉創辦。該團體自創立後即不斷嘗試在其作品中加入各種類型的戲劇元素，製作並演出數十齣風格類型殊異的舞臺劇，呈現出臺灣當代的表演風貌。劇作家暨戲劇學者馬森曾讚譽果陀劇場為「一扇開向世界劇壇的窗」。

## 成員[3]
- 李立群
- 金士傑[4]
- 顧寶明(2022年逝世)
- 蔡琴
- 張雨生（1997年逝世）
- 陳湘琪
- 王柏森
- 郭蘅祈
- 江美琪
- 張智成

## 作品列表
- 1988《動物園的故事》
- 1988《兩世姻緣》
- 1989《淡水小鎮》
- 1989《燈光九秒請準備》
- 1989《臺灣第一》
- 1990《雙頭鷹之死》
- 1991《愚人愚愛》
- 1992《隨心所慾》
- 1992《微笑愛麗絲》
- 1992《火車起站》
- 1992《晚安！我親愛的媽媽》
- 1992《城市之心》
- 1994《新馴悍記》
- 1994《臺北動物人》
- 1995《夢幻迷宮》
- 1995《大鼻子情聖--西哈諾》
- 1995《完全幸福手冊》
- 1996《天龍八部之喬峰》
- 1996《開錯門中門》
- 1997《吻我吧娜娜》
- 1998《E-mail情人》
- 1998《複製新娘》
- 1998《天使--不夜城》
- 1999《東方搖滾仲夏夜》
- 2000《看見太陽》
- 2001《黑色喜劇‧白色幽默》
- 2001《莫札特謀殺案》
- 2002《城市之光》
- 2002《愛神怕不怕 》
- 2002《再見女郎》
- 2002《情盡夜上海》
- 2003《ART》
- 2004《跑路天使》
- 2005《我的大老婆》
- 2006《公寓春光》
- 2007《巴黎花街》
- 2007《米蒂亞＆我們‧部落格》
- 2007《我要成名音樂劇--美好世界》
- 2008《針鋒對決》
- 2009《回家》
- 2009《梁祝》
- 2009《傻瓜村》
- 2009《步步驚笑》
- 2010《我愛紅娘》
- 2010《17年之癢》
- 2011《最後14堂星期二的課》
- 2011《新神鵰瞎侶求愛攻略》
- 2012《我是油彩的化身》
- 2012《動物園》
- 2013《搶錢的世界》
- 2013《超級奶爸》
- 2014《五斗米靠腰》
- 2014《冒牌天使》
- 2015《誰家老婆上錯床》
- 2016《五斗米靠腰二部曲：老闆不願透露的事》
- 2016《純屬張愛玲個人意見》
- 2016《ART 好友版》
- 2016《一個兄弟》
- 2017《愛呀，我的媽！》
- 2017《接送情》
- 2017《徵婚啟事》
- 2018《婚前信行為》
- 2018《酸酸酸民曆》
- 2018《吻我吧娜娜》閃耀經典復刻版
- 2018《悲憫次神的兒女》 又名《上帝的兒女》
- 2019《綠島小夜曲》
- 2020《步步驚笑》
- 2020《我的大老婆》
- 2020《解憂雜貨店》
- 2021《生命中最美好的5分鐘》
- 2022《摘心米其林》
- 2022《我在詐騙公司上班》

## 外部連結
- 【果陀劇場】Godot Theatre Company （页面存档备份，存于）
- 果陀劇場的Facebook專頁
- YouTube上的果陀劇場頻道